# Ä
"Ä" o "ä" ( Pronunciació), és un caràcter que representa tant una lletra de diversos alfabets, com una lletra A amb umlaut

## En alemany
En l'alfabet alemany, representa una A amb umlaut, és una lletra separada i pronunciada com æ. En els diftongs, la Ä es pronuncia com una e.

## En idiomes escandinaus
En suec, la Ä sorgeix de l'A amb umlaut de l'alemany. No és considerada simplement una modificació de l'A, sinó una lletra independent, i s'ubica després de la Z i la Å, però abans de Ö. És pronunciada com [æ] quan precedeix la r, o com una ɛ. Quan un teclat no pot produir la lletra, ä pot escriure's com "ae".
En els idiomes islandès, danès i noruec, la lletra Æ és usada com la Ä de l'idioma suec.

## En altres idiomes
La lletra Ä apareix en els idiomes finès, estonià i eslovac.
En finès es pronuncia sempre com [æ] i en estonià es pronuncia també com en finès, encara que de vegades es pronuncia com a. No passa com amb l'A amb umlaut de l'alemany, aquesta Ä no pot escriure's com "ae".
En finès, el seu nom és [æ], no "A amb dos punts", des que Ä representa un fonema no emparentat amb A. El seu ordre en l'alfabet és com en l'alfabet suec. La Ä no pot escriure's com a, ja que causa diferències entre el significat de les paraules.
En l'eslovac, la Ä es pronuncia com (o de forma arcaica com [æ]). El signe diacrític és anomenat dve bodky ("dos punts"), i el nom de la lletra és a s dvomi bodkami (" a amb dos punts").

## Tipografia
Històricament l'A amb dièresi era escrita com una amb dos punts a sobre, mentre que l'A amb umlaut es va desenvolupar a partir d'una A amb una petita E a sobre. Aquesta E amb el temps es va convertir en dos punts.
En la tipografia moderna, no hi havia espai suficient a les màquines d'escriure i després per als teclats de computadora per a la a amb dièresi i la a amb umlaut. Ja que semblaven gairebé idèntics els dos caràcters es van combinar, cosa que també va ser realitzat en la codificació de caràcters dels ordinadors com ISO 8859-1. A conseqüència d'això no hi havia manera de diferenciar entre els caràcters diferents. Si bé Unicode, proporciona una solució, això gairebé mai no s'utilitza.
En els idiomes tàrtar i àzeri, Ä és usada per representar l'en situacions que aquest caràcter no estigui disponible. En el turkmeno s'usa oficialment la Ä en lloc del schwa.